# Малък гмурец
Малкият гмурец (Tachybaptus ruficollis) е птица от семейство Гмурецови (Podicipedidae). Среща се и в България.

## Физически характеристики
Малкият гмурец е най-дребният европейски представител на семейство Гмурецови. Има дължина на тялото около 230 – 290 mm и размах на крилете – 42 cm.
През размножителния период птиците от този вид са с шоколадово-кафява гуша и жълто-зеленикава кожна гънка около клюна.
Най-дребният гмурец на Балканския полуостров. Има сезонен и възрастов диморфизъм. При възрастните през размножителния период горната част на тялото, шията и главата са тъмнокафяви до черни, гушата отпред шоколадово-кафява, а кожата в основата на клюна жълто-зеленикава. Гърдите и коремът са сиво-кафяви с по-светли върхове на перата. През другите сезони главата и шията са черно-кафяви, гърбът е сиво-кафяв, а тялото отдолу – лъскаво бяло. Младите наподобяват възрастните в зимно оперение, но са със светли петна по бузите. Издаващи звуци: През размножителния период – мелодично „уит-уит“, сливащо се в трели.

## Разпространение
Обитава различни по големина сладководни блата, обрасли с водна растителност. Успешно се адаптира по р. Дунав.

## Начин на живот и хранене
Храни се с дребни рибки, попови лъжички, земноводни, водни насекоми.